# Demetria de Asiria
Demetria fue una ciudad helenística de Asiria, cerca de Arbela. Probablemente fue fundada por el rey seléucida Demetrio I Sóter para conmemorar su victoria sobre el sátrapa rebelde de Babilonia, Timarco, en 160 a. C. Se encontraba a orillas del Tigris y acuñaba sus propias monedas de bronce con la inscripción «ΔΗΜΗΤΡΙΕΩΝ ΤΩΝ ΠΡΟΣ ΤΩΙ ΤΙΓΡΕΙ» ("de los demetrianos del Tigris"), con las figuras de Tique y un trípode.